# كوجي ناكانيشي
كوجي ناكانيشي (باليابانية: 中西香爾؛ بالكانا: なかにし こうじ) هو كيميائي ياباني، ولد في 11 مايو 1925 في هونغ كونغ البريطانية في المملكة المتحدة، وتوفي في 28 مارس 2019 في نيويورك في الولايات المتحدة.